# Jan Hartwig
Jan Hartwig (* 29. September 1982 in Helmstedt) ist ein deutscher Koch.

## Werdegang
Nach der Ausbildung ab 2000 in Braunschweig kochte er 2003 im  Offizierskasino Achum und ab 2004 bei Pomp Duck and Circumstance. 2005 wechselte er zum Zwei-Sterne-Restaurant Kastell bei Christian Jürgens in Wernberg-Köblitz.
Es folgten drei Stationen in Drei-Sterne-Restaurants: Ab 2006 im GästeHaus Erfort bei Klaus Erfort in Saarbrücken, ab 2007 im Restaurant Aqua bei Sven Elverfeld in Wolfsburg, wo er ab 2009 Souschef war.
Im Mai 2014 wurde er Küchenchef des  Restaurants Atelier im Hotel Bayerischer Hof in München. Das Restaurant Atelier wurde 2015 mit zwei und 2017 mit drei Michelin-Sternen ausgezeichnet.
Im Juli 2021 kündigte Jan Hartwig an, das Atelier zu verlassen, mit dem Plan, sich in München selbständig zu machen. Im August 2021 verließ er dann den Bayerischen Hof. Ende 2021 kündigte Hartwig sein eigenes Restaurant Jan an. In der Zeit von Februar bis zur Eröffnung des Restaurants betrieb er ein Popup-Restaurant.
Die Eröffnung des Restaurants Jan im Rhaetenhaus erfolgte im Oktober 2022. Im Jahr 2023 wurde sein Restaurant Jan nach 6 Monaten mit drei Michelin-Sternen ausgezeichnet.

## Fernsehauftritte
Beim Finale von The Taste 2018 war Jan Hartwig neben Harald Wohlfahrt einer der zwei Gast-Juroren. Zudem war er einer der Duellanten Tim Mälzers in dessen Format Kitchen Impossible in Staffel 5.

## Auszeichnungen
- 2015: Zwei Michelin-Sterne für das Restaurant Atelier im Hotel Bayrischen Hof[16]
- 2016: Koch des Jahres von Der Feinschmecker[17]
- 2017: Drei Michelin-Sterne für das Restaurant Atelier im Hotel Bayrischen Hof[16]
- 2020: Koch des Jahres, Der Große Restaurant & Hotel Guide Ausgabe 2021[18]
- 2022: Koch des Jahres, FAZ[19]
- 2023: Drei Michelin-Sterne für das Restaurant Jan[14]

## Publikationen
- Jan. Labor der Liebe. Die Sterneküche von Jan Hartwig. Matthaes, München  2023, ISBN 978-398541064-4.
- mit Sabine Steinbeck: Sterne leben. 2021, ISBN 978-3-96739-064-3.